# Erik Landén
Erik Gösta Landén, född 24 december 1915 i Luleå, död 21 januari 1986 i Farsta, var en svensk fotograf, konstnär och tecknare.
Landén var som konstnär autodidakt. Han var verksam som tidningstecknare med karikatyrer och sportbilder i några norrländska tidningar. Hans konst består av akvarellerade skämtteckningar. Landén är gravsatt i minneslunden på Skogskyrkogården i Stockholm.